# سوبوک
سوبوک ((به کره‌ای: 서복)انگلیسی: Seo Bok) یک فیلم علمی تخیلی و اکشن، محصول سال ۲۰۲۱، به کارگردانی لی یونگ-جو و با بازی گونگ یو، پارک بوگوم و جانگ یونگ-نام است.
فیلم حول محور یک عامل اطلاعاتی سابق (گنگ یو) است که با اولین شبیه‌سازی انسان، «سئو بوک» (پارک بوگوم) درگیر ماجراهایی می‌شود.
فیلم‌برداری اصلی در ماه مه ۲۰۱۹ آغاز و هزینهٔ تولید آن ۱۶٫۵ میلیارد دلاری در دسامبر ۲۰۲۰ پیش‌بینی شد، اما انتشار آن به دلیل همه‌گیری کووید ۱۹ به تعویق افتاد.
سرانجام این فیلم به‌طور همزمان در سینماها و از طریق رسانه‌های جاری در ۱۵ آوریل سال ۲۰۲۱ منتشر شد.
براساس اطلاعات شورای فیلم کره، این فیلم از لحاظ فروش در گیشه، در رتبهٔ بیست و یکم در میان همه فیلم‌هایی است که در سال ۲۰۲۱ در کره‌جنوبی منتشر شده‌است.